# Vier Tage von Neapel

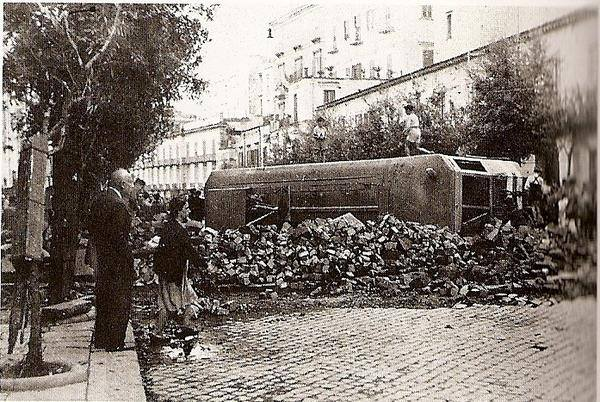
Neapel, 28. September 1943

Die Vier Tage von Neapel (italienisch Quattro giornate di Napoli) bezeichnen den Zeitraum vom 27. bis zum 30. September 1943, in dem sich die Bevölkerung Neapels während des Zweiten Weltkriegs in einem Aufstand selbst von der Besatzung durch deutsche Truppen befreite.
Erst einen Tag später, am 1. Oktober, marschierten die ersten alliierten Truppen in Neapel ein.

## Geschichte

### Hintergrund
Zwischen 1940 und 1943 war Neapel wiederholt Ziel alliierter Luftangriffe, die in der Stadt schwere Schäden verursachten und rund 20.000 Einwohner das Leben kostete. Über 3.000 Zivilisten starben bei dem Luftangriff am 4. August 1943. Nach der Bekanntgabe des Waffenstillstands von Cassibile am 8. September 1943 herrschte bald Chaos in der Stadt, da sich italienische Militärverbände auflösten und zivile Behörden ihre Dienste angesichts der Machtübernahme durch deutsche Militärkommandos nur noch eingeschränkt leisteten.
Für zusätzliche Unruhe sorgte die keine hundert Kilometer entfernte Landung der Alliierten bei Salerno einen Tag nach Bekanntgabe des Waffenstillstandes am 9. September. Dem deutschen Generalstab war bewusst, dass man sich bald aus Süditalien zurückziehen musste, und er bereitete dementsprechende ARLZ-Maßnahmen vor, die auf dem Prinzip der verbrannten Erde beruhten und auch das Stadtgebiet von Neapel betrafen.
Nachdem es bereits Anfang September zu Schüler- und Studentenprotesten gegen den Krieg gekommen war, intensivierten sich solche Aktionen in den Tagen nach dem Waffenstillstand; sie richteten sich nunmehr jedoch gegen die deutsche Besatzungsmacht. Am 10. September kam es zu ersten blutigen Zusammenstößen zwischen italienischen Soldaten, die von einigen Zivilisten unterstützt wurden, und deutschen Truppen auf der Piazza del Plebiscito und in den angrenzenden Gärten am Palazzo Reale. Einen Tag darauf erließ General Hermann Balck, Kommandeur des für den Bereich Neapel zuständigen XIV. Panzerkorps, den Befehl, jeden bewaffneten Widerstand „brutal und ohne Rücksicht auf die Zivilbevölkerung“ niederzuschlagen. Dieser Befehl kann als Präzedenzfall für die Radikalisierung der weiteren deutschen Kriegsführung in Süditalien angesehen werden.
In der Folge eskalierte die Gewalt. Nach dem Tod zweier deutscher Soldaten im Hafen von Neapel wurde der Stadtteil am Hafen von drei schweren deutschen Flakbatterien unter Beschuss genommen.   Am 12. September wurde als Vergeltung für vier getötete deutsche Soldaten  die Nationalbibliothek im Palazzo Reale in Brand gesteckt, auf eine Menschenansammlung geschossen und im Golf von Neapel etliche Schiffe versenkt. Der neue deutsche Stadtkommandant, Oberst Walter Scholl, verkündete den Belagerungszustand und verhängte Ausgangssperren. Die Zivilbevölkerung wurde verpflichtet, ihre Waffen binnen 24 Stunden abzugeben; für jeden getöteten deutschen Soldaten kündigte man die Exekution von 100 italienischen Zivilisten an. Zivilisten wurden noch am 12. September an verschiedenen Orten in Neapel und Umgebung zusammengetrieben, um die Exekution italienischer Soldaten und Polizisten zu verfolgen, die sich in unterschiedlicher Weise der Besatzungsmacht widersetzt hatten. Diese Maßnahmen beruhigten die Lage in Neapel nur oberflächlich. Von rund 30.000 Männern im Alter zwischen 18 und 33 Jahren, die man in vier Stadtteilen zur Zwangsarbeit in Norditalien und Deutschland verpflichten wollte, meldeten sich 150. Es folgten Razzien und Exekutionen. Am 23. September befahl Stadtkommandant Scholl die Räumung aller entlang der Küste gelegenen Häuser Neapels. Bei einer Distanz von 300 Metern vom Meer betraf dies etwa 240.000 Bürger, die in wenigen Stunden ihre Wohnungen verlassen mussten. Auf diese Weise sollte ein militärischer Sicherheitsbereich entlang des Hafens gebildet werden, was auf dessen Zerstörung hindeutete.

### Der Aufstand

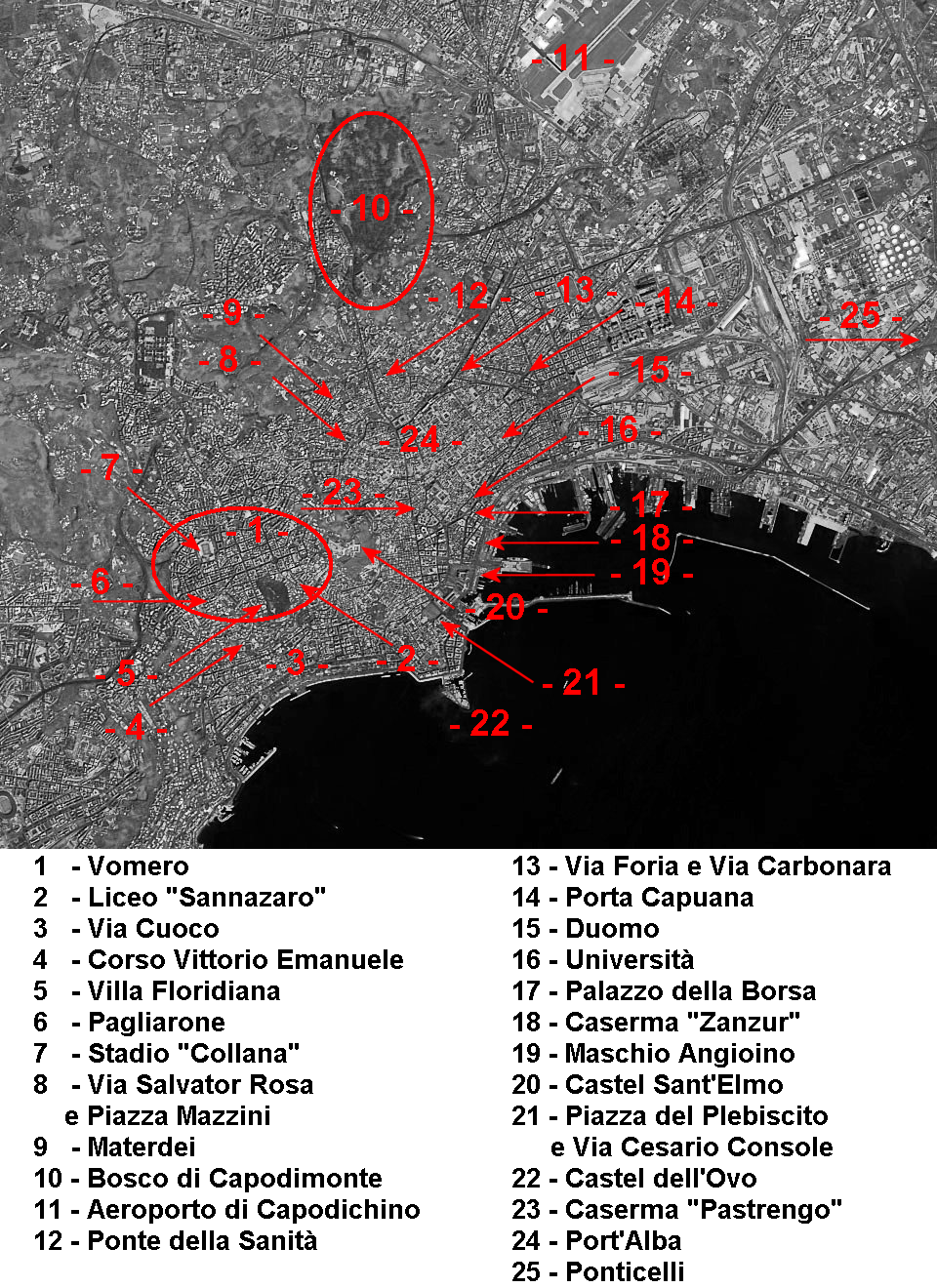
Schauplätze der Vier Tage von Neapel

Auslöser der Insurrektion war eine für den 27. September angeordnete Razzia, die durch Truppen des zur 16. Panzer-Division gehörenden Panzer-Grenadier-Regiments 79 ausgeführt wurde. Bei der Operation wurden mehrere tausend Einwohner, die Angaben schwanken je nach Quelle zwischen 2000, laut deutschen Einsatzberichten, und 8000 Personen laut ANPI, festgenommen, die als Zwangsarbeiter verschleppt werden sollten. Etwa 400 bis 500 bewaffnete Zivilisten, die sich der Maßnahme widersetzten, verwickelten die deutschen Truppen in Kämpfe, die sich rasch auf weitere Bereiche der Stadt ausdehnten und den ganzen Tag andauerten. Die ersten Kämpfe brachen dabei im Stadtviertel Vomero aus, als ein deutsches Fahrzeug von Aufständischen mit Waffengewalt angehalten und der Fahrer erschossen wurde. Besonders umkämpft waren eine Waffenkammer im Castel Sant’Elmo und die Gegend um das Museo di Capodimonte. Gegen Ende des Tages erbeuteten die Aufständischen in einigen Kasernen weitere Waffen.
Für die deutschen Besatzungstruppen in Neapel wurde die Lage am 27. September kritisch. Sie waren nicht nur in zahlreiche Kämpfe verwickelt, sondern bald auch von den Aufständischen eingeschlossen und die Einheiten zum Teil versprengt. Das XIV. Panzerkorps musste zur Verstärkung ein weiteres Bataillon des Panzer-Grenadier-Regiments 79 heranführen. Letzteres hatte die Aufgabe die Umschließung  aufzubrechen und die Verbindungen mit den deutschen Einheiten herzustellen, was unter empfindlichen Verlusten nur zum Teil gelang. Erst gegen Abend konnte eine Verbindung mit dem Stadtkommandanten Scholl hergestellt werden. Eine „Säuberungsaktion“ der Stadt war nach Ansicht der deutschen Besatzungstruppen unvermeidlich geworden.
Am 28. September nahm die Zahl der Aufständischen zu. Heftige Schießereien gab es im Stadtteil Materdei, an der Porta Capuana, um das Castel Nuovo am Hafen, bei Monteoliveto und an anderen Orten. Dabei richteten sich die Aufständischen nicht nur gegen die deutschen Besatzungstruppen, sondern auch gegen italienische Faschisten, die an den Razzien teilgenommen hatten. Im Stadtteil Vomero konzentrierten deutsche Einheiten Gefangene auf dem Sportplatz Campo Sportivo del Littorio, heute Stadio Arturo Collana, die am folgenden Tag nach Verhandlungen frei kamen.
Die zunehmenden Aufstände blieben auch am folgenden 29. September unkoordiniert; erste Führungsstrukturen der Resistenza waren andernorts erst im Aufbau. Auf der Piazza Giuseppe Mazzini griffen deutsche Einheiten mit Kampfpanzern an, was 12 Aufständische das Leben kostete. Zu schweren Kämpfen kam es auch im Arbeiterviertel Ponticelli, wo deutsche Soldaten wahllos Zivilisten umbrachten. Schauplatz von Kämpfen war auch die Gegend um den Flugplatz Capodichino. Beim deutschen Hauptquartier im Corso Vittorio Emanuele, das mehrmals angegriffen worden war, begannen Verhandlungen zwischen Oberst Walter Scholl und dem italienischen Oberleutnant Enzo Stimolo: man einigte sich grundsätzlich auf die Freilassung der italienischen Gefangenen und im Gegenzug auf den freien Abzug der deutschen Truppen.
Während die deutschen Truppen am 30. September mit dem Abzug aus Neapel begannen, erklärte sich der Lehrer Antonio Tarsia in Curia zum Anführer der Aufständischen und übernahm das Kommando in Neapel. Die Kämpfe in der Stadt gingen noch weiter: von den Höhen von Capodimonte beschossen deutsche Truppen noch den ganzen Tag die Gegend zwischen Port’Alba und der Piazza Mazzini, und auch um die Porta Capuana dauerten die Gefechte an. Abziehende deutsche Truppen töteten weiter wahllos Zivilisten und steckten Gebäude in Brand, darunter die Villa Montesano in San Paolo Bel Sito mit den ausgelagerten wertvollsten Beständen des Staatsarchivs Neapel, in der unersetzliche historische Urkunden verbrannten.

## Bewertung und Folgen
Der Abzug der deutschen Truppen erfolgte auch wegen der alliierten Truppen, die sich Neapel von Nocera Inferiore aus näherten. Am Vormittag des 1. Oktober 1943 erreichten die ersten alliierten Einheiten die zu großen Teilen zerstörte Innenstadt Neapels. Wie viele Menschen während der vier Tage von Neapel ihr Leben ließen, konnte nicht abschließend geklärt werden, vermutlich waren es auf italienischer Seite zwischen 500 und 600. Aus diesen Zahlen geht allerdings nicht hervor, wie viele Aufständische bei den Kampfhandlungen starben oder wie hoch die Anzahl der Toten bei der Zivilbevölkerung war, die durch Repressalien der deutschen Besatzungstruppen umkamen. Ebenso wenig ist die sehr wahrscheinlich wesentlich geringere Anzahl der Gefallenen deutschen Soldaten und die der italienischen Faschisten bekannt.
Welche deutschen Einheiten alle an den Massakern an der Zivilbevölkerung während der vier Tage von Neapel beteiligt waren, ist nicht vollständig geklärt. An den Aktionen in Neapel waren neben Einheiten der 16. Panzer-Division auch Einheiten der Fallschirm-Panzer-Division 1 Hermann Göring, der 3. und 15. Panzergrenadier-Division sowie dem Stadtkommandanten Scholl unterstellte Truppen beteiligt.
Nach dem Abzug der deutschen Besatzungstruppen waren die Kämpfe um die Stadt allerdings noch nicht beendet. Zwar wurde ein bereits anbefohlener Luftangriff der deutschen Luftwaffe im letzten Moment abgesagt, dafür wurde die Stadt aber von den Deutschen unter Artilleriefeuer genommen. Zudem hatten deutsche Pioniere bei ihrem Rückzug zahlreiche Gebäude vermint und mit Zeitzündern versehen. Zwar konnte ein Großteil dieser Minen aufgespürt und unschädlich gemacht werden, eine in der Hauptpost versteckte Mine explodierte jedoch eine Woche nach der Befreiung und forderte weitere 30 Tote und 80 Verletzte.
Der Aufstand von Neapel wurde von breiten Teilen der Bevölkerung getragen, auch wenn die Deutschen abwertend von einem vom „Pöbel“ getragenen Aufstand sprachen. An den vier Tagen von Neapel beteiligten sich nicht nur politisch aktive Antifaschisten, sondern auch Intellektuelle aus der Oberschicht, Soldaten und Offiziere der italienischen Armee sowie Arbeiter aus den Arbeitervierteln der Stadt und Bauern aus dem Umland. Dabei war es kein politisch motivierter oder organisierter Aufstand, sondern eine spontane Reaktion auf die durchgeführten Razzien und Zwangsdeportationen sowie auf die Demontage und Zerstörung der Industrie- und Hafenanlagen. Auch wenn die Alliierten bei ihrem Einzug in die Stadt am 1. Oktober eine weitgehend zerstörte Infrastruktur vorfanden, konnte der Großteil der geplanten Deportationen verhindert werden.
Die vier Tage von Neapel wirkten sich mehrfach auf die folgenden Ereignisse in Italien aus. Angefacht durch den Erfolg der Aufständischen kam es an den ersten Oktobertagen zu Widerstandsaktionen an mehreren Orten im Gebiet nördlich von Neapel, das immer noch von den deutschen Truppen besetzt war, die am Fluss Volturno die neue Verteidigungslinie Volturno-Linie bezogen. Auf den Widerstand reagierten die sich zurückziehenden deutschen Truppen mit äußerster Härte. Die Brutalität, mit der dabei auch gegen Zivilisten, darunter Frauen und Kinder, vorgegangen wurde, war sicher eine Reaktion auf die gewalttätigen Angriffe in Neapel, die die Deutschen so nicht erwartet hatten. Den Aussagen von kriegsgefangenen deutschen Soldaten ist zu entnehmen, dass man die bislang als schlecht eingestufte Kampfmoral der Italiener nach dem 30. September neu bewerten musste. Zugleich befürchtete man Schlimmes für die Zukunft.
Unmittelbar nach den Ereignissen in Neapel wurde eine Gewaltspirale ausgelöst, die eine Eigendynamik entwickelte, gegen die selbst das Oberkommando Südwest vergeblich vorging. Der von Generalfeldmarschall Kesselring am 8. Oktober 1943 herausgegebene Befehl an die Truppe, keine Exekutionen ohne vorherige Autorisierung des OB Südwest durchzuführen, blieb weitgehend ungehört. Allein in den Provinzen Caserta und Neapel wurden bis November 1943 etwa 1500 Menschen durch deutsche Einheiten getötet.

„Beim Versuch zu erklären, was in Italien nach dem 8. September 1943 geschah, ist Neapel ein wichtiger Indikator. Denn hier erfuhren erstmals in der Geschichte des Zweiten Weltkrieges von kämpfenden Bürgern aus einer besetzten Stadt vertriebene deutsche Streitkräfte, was entschlossener ziviler Widerstand zu bewirken vermochte.“

## Gedenken

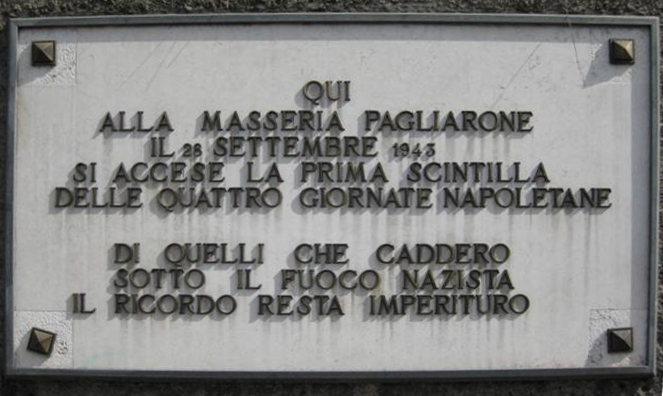
Gedenktafel für die Vier Tage von Neapel im Stadtviertel Vomero

Die Stadt Neapel wurde nach dem Krieg für den Aufstand mit der goldenen Tapferkeitsmedaille ausgezeichnet. Postum erhielten diese höchste militärische Auszeichnung Italiens vier minderjährige Aufständische: der elfjährige Gennaro Capuozzo, der dreizehnjährige Filippo Illuminato, sowie die beiden siebzehnjährigen Pasquale Formisano und Mario Menichini. Es wurden auch silberne und bronzene Tapferkeitsmedaillen sowie einige Kriegsverdienstkreuze an Aufständische verliehen.
Der 28. September ist heute in Italien ein nationaler Gedenktag, an dem landesweit eine besondere Beflaggungsregel gilt. Die vier Tage von Neapel bilden einen der bedeutendsten Ausgangspunkte des bewaffneten Widerstands der Resistenza, der am 25. April 1945 in Norditalien seinen Abschluss fand und dessen mit dem Tag der Befreiung Italiens gedacht wird.
In Neapel wurden ein Platz, ein Straßentunnel, eine U-Bahn-Haltestelle und eine Schule nach den Vier Tagen von Neapel benannt. Etliche Gedenktafeln erinnern an Kämpfe und Opfer. An der Riviera di Chiaia ist ein Denkmal den zahlreichen minderjährigen Aufständischen gewidmet.
Vom 18. Oktober 2023 bis 31. Januar 2024 war im Staatsarchiv Neapel anlässlich des 80-jährigen Jubiläums der vier Tage von Neapel die Ausstellung „A 80 anni dalle Quattro Giorante. Sguardi su Napoli e la Campania nelle relazioni italo-tedesche dall’alleanza dell’Asse all’occupazione nazista dell’Italia (1936–1943)“ zu sehen.

## Film
- Die vier Tage von Neapel (Kriegsfilm, 1962, Regie  Nanni Loy) (YouTube-Link)
- Der Weg zurück (Komödie, 1960, Regie Luigi Comencini)

## Verwandte Artikel
- Liste von Massakern in der Zeit der deutschen Besetzung Italiens
- Maddalena Cerasuolo
- Gennaro Capuozzo
- Schrank der Schande
- Vincenzo Stimolo